# 国道36号 (韩国)
国道36号（韓語：국도 제36호선），又称保宁－蔚珍线（韓語：보령～울진선），是大韩民国的一条东西向国家级公路。路线西起忠清南道保宁市（与国道77号相连），途经世宗特別自治市、忠清北道，途中与京釜高速公路（亚洲公路1号线）等七条国家高速公路、国道1号等二十条国道和国家支援地方道49号等五条国家支援地方道相连，东至庆尚北道蔚珍郡近南面（与国道7号和国家支援地方道917号相连）。全线全长约388.2千米，于1971年8月31日开始建设规划，1986年6月21日开通部分路段。自2016年1月开始，国道36号开始废除弯路修建直路的工程，废除的弯路路段越来越多，而新建的直线路段也越来越多，导致总长度有所缩短，但保证了行车安全和通行效率。

## 主要途经城市

### 忠清南道·世宗特別自治市
保宁市 - 青阳郡 - 公州市 - 世宗特別自治市

### 忠清北道
清州市 - 曾坪郡 - 阴城郡 - 忠州市 - 堤川市 - 丹阳郡

### 庆尚北道
荣州市 - 奉化郡 - 蔚珍郡

## 主要途经道路
- 京釜高速公路（亚洲公路1号线）
- 西海岸高速公路
- 世宗抱川高速公路
- 唐津盈德高速公路
- 中部内陆高速公路
- 中央高速公路
- 舒川公州高速公路
- 国道1号
- 国道3号
- 国道5号
- 国道7号
- 国道17号
- 国道19号
- 国道21号（朝鲜语：국도 제21호선）
- 国道23号（朝鲜语：국도 제23호선）
- 国道28号
- 国道29号
- 国道31号
- 国道32号
- 国道34号
- 国道35号
- 国道37号（朝鲜语：국도 제37호선）
- 国道39号
- 国道40号
- 国道43号（朝鲜语：국도 제43호선）
- 国道59号（朝鲜语：국도 제59호선）
- 国道77号（朝鲜语：국도 제77호선）
- 49国家支援地方道49号（朝鲜语：국가지원지방도 제49호선）
- 70国家支援地方道70号（朝鲜语：국가지원지방도 제70호선）
- 82国家支援地方道82号（朝鲜语：국가지원지방도 제82호선）
- 88国家支援地方道88号（朝鲜语：국가지원지방도 제88호선）
- 96国家支援地方道96号（朝鲜语：국가지원지방도 제96호선）